# Диборид рутения
Диборид рутения — бинарное неорганическое соединение
рутения и бора
с формулой RuB2,
кристаллы.

## Получение
- Сплавление стехиометрических количеств чистых веществ:

{\displaystyle {\mathsf {Ru+2B\ {\xrightarrow {1600^{o}C}}\ RuB_{2}}}}

## Физические свойства
Диборид рутения образует кристаллы
ромбической сингонии, пространственная группа P mmn, параметры ячейки a = 0,46444 нм, b = 0,28668 нм, c = 0,40449 нм, Z = 2,
структура типа диборида осмия OsB2
.
Соединение образуется по перитектической реакции при температуре ≈1600°С
При температуре 1,7 К переходит в сверхпроводящее состояние
.